# Évricourt
Évricourt is een gemeente in het Franse departement Oise (regio Hauts-de-France) en telt 199 inwoners (1999). De plaats maakt deel uit van het arrondissement Compiègne.

## Geografie
De oppervlakte van Évricourt bedraagt 3,0 km², de bevolkingsdichtheid is 66,3 inwoners per km².
De onderstaande kaart toont de ligging van Évricourt met de belangrijkste infrastructuur en aangrenzende gemeenten.

## Demografie
Onderstaande figuur toont het verloop van het inwonertal (bron: INSEE-tellingen).